# BlackBerry Storm
BlackBerry Storm este un smartphone cu ecran tactil de la Research In Motion și are patru butoane fizice.
Spre deosebire de seria BlackBerry Bold, acest dispozitiv nu are tastatură QWERTY fizică.

## Construcție
În partea de sus are un LED de stare.
Sub ecran sunt patru butoane: Call, End, Back și Meniu. 
Partea stângă are un port microUSB.
Capacul bateriei se poate îndepărta cu ajutorul celor două clapetele. Sub baterie este slotul pentru card de memorie care din fericire este hot-swappable.

## Camera
Camera are 3.2 megapixeli, oferă focalizare automată, zoom și bliț.

## Ecran
Are un ecran tactil capacitiv de 3,25 țoli cu rezoluția de 360 x 480 pixeli cu densitatea 185 ppi.

## Hardware
Se bazează pe chipsetul Qualcomm MSM7600 tactat la 528 MHz. Memoria internă este de 1 GB, memoria RAM are 128 MB și suportă card microSD până la 32 GB.

## Variante
Storm 9530 este o versiune internațională care are CDMA cu date EV-DO Rev. A, UMTS cu HSDPA și quad-band GSM cu viteză de acces la date EDGE.
Storm 9500 nu are modulul CDMA și este destinat utilizării în zona Americii de Nord.
| Model | Storm 9530                                       | Storm 9550                          |
| ----- | ------------------------------------------------ | ----------------------------------- |
| 2G    | GSM 850/900/1800/1900 Mhz                        | GSM 850/900/1800/1900 Mhz           |
| 3G    | HSDPA 2100                                       | HSDPA 2100, CDMA2000 1x EV-DO       |
| Date  | EDGE, UMTS, HSDPA 7.2 Mbit/s, HSUPA, EV-DO Rev.A | EDGE, UMTS, HSDPA 7.2 Mbit/s, HSUPA |

## Conectivitate
Are un port micro-USB 2.0, o mufă audio de 3.5 mm și Bluetooth 2.0 cu A2DP și GPS cu A-GPS. 

## Software
Clientul de e-mail are suport multi-touch și oferă suport pentru BlackBerry Enterprise Solution și Exchange.

## Bateria
Bateria are capacitatea de 1400 mAh Li-Ion.